# Guerra de Sertori
La Guerra de Sertori fou un conflicte entre una coalició de Romans i Ibers contra els representants del règim del dictador romà Luci Corneli Sul·la. La guerra va durar des del 80 aC al 72 aC i Quint Sertori, líder principal de l'oposició a Sul·la, va desplegar amb molt èxit tàctiques de guerrilla. De fet, la guerra només va arribar a la seva fi quan Sertori va ser traït i assassinat pel seu aliat Marc Perpenna, qui poc després seria derrotat fàcilment per Gneu Pompeu Magne.

## Origen de la Guerra
Sertori, enemic declarat de Sul·la i el seu govern, va fugir d'Itàlia per refugiar-se al nord d'Àfrica. Allí el va anar a trobar una delegació de Lusitans, un poble amb un llarg historial de resistència contra Roma i que coneixien bé a Sertori, ja que aquest havia estat governador d'Hispània el 82 aC. Ambdues parts arribaren a un acord, bé perquè liderant la resistència lusitana Sertori aconseguia oposar-se a Roma o bé perquè els Lusitans sabien que sols no podrien derrotar a Roma i la seva única esperança era que Sertori aconseguís arribar a derrotar a Sul·la i aconseguir el poder a Roma. Segons Philip Spann, una de les majors raons fou que Sertori sabia que no obtindria cap amnistia ni oferta de pau per part de Sul·la.

## Primers enfrontaments
El 80 aC Sertori arribava a la península Ibèrica, després de derrotar una força naval romana comandada per Aureli Cota. Segons Plutarc, Sertori ja s'havia posat d'acord amb les tribus ibèriques, a les que estava organitzant. Sul·la va enviar a Luci Domici Aenobarb a la Hispània Citerior i Fufidi a la Ulterior, però el segon fou derrotat aviat per Sertori a la vora del Guadalquivir, deixant la província en les seves mans. Aquestes victòries van propiciar que molts romans proscrits per Sul·la s'unissin a les seves files.
Com a resposta, Sul·la va anomenar Quint Cecili Metel Pius com a governador de la Hispània Ulterior. Metel va establir la seva base a Medellín (Badajoz) i va realitzar diversos intents per atraure a Sertori a una batalla en camp obert, però aquest va respondre emprant tàctiques de guerrilla que durant dos anys van aconseguir estancar i esgotar les forces de Metel. Aenobarb i el seu llegat Tori, foren derrotats a la vora del Guadiana per Luci Hirtuleu, qüestor de Sertori, i els dos generals van morir. Luci Hirtuleu va derrotar també al governador de la Citerior, Marc Domici Calví (79 aC), el qual va morir en la lluita, deixant la Citerior a mans de Sertori.
En la mateixa zona del nord-est, els romans foren derrotats per generals de Sertori: Luci Valeri Preconí fou derrotat a la vota del Sicoris (Segre) i Luci Manili, procònsol de la Narbonense, al front de les tropes d'auxili, van ser rebutjades pels sertorians prop d'Ilerda (78 aC). Mentre, Metel continuava fustigat per la guerrilla de Sertori; aquest el va desafiar a combat singular que Metel va refusar. Metel va atacar la ciutat de Langobritae o Langobriga, de situació incerta, ciutat que només tenia una font d'aigua, però Sertori fou capaç de subministrar aigua als assetjats; finalment, el lloctinent de Metel, Gai Aquini, va caure en una emboscada i Metel es va haver de retirar.
L'any 77 aC Sertori va rebre el reforç de Marc Perpenna, al capdavant del que quedava de l'exèrcit de Marc Emili Lèpid. Parpenna no volia estar subordinat a Sertori, sinó compartir el comandament amb ell, i només va acceptar per petició dels seus homes, al saber que Roma enviava a Pompeu per lluitar a Ibèria. Malgrat tot, Parpenna va quedar força ressentit, i acabaria assassinant a Sertori per assumir el control dels rebels.

## Metel i Pompeu contra Sertori

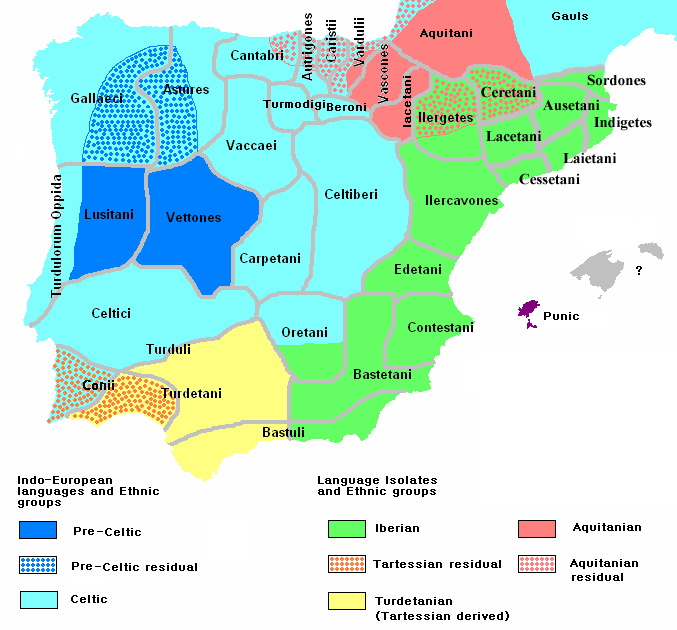
Grups ètnics de la península Ibèrica al voltant del 200 aC.

Sul·la havia mort el 77 aC i Pompeu fou designat comandant a Hispània amb la missió d'acabar amb Sertori. En 40 dies va fer els preparatius i va sortir d'Itàlia amb 30.000 homes a peu i 1.000 cavallers, la majoria veterans del seu pare (començament del 76 aC). Pel camí va construir una via militar als Alps Cottis. Va desembarcar al sud i va avançar per la costa, sense trobar gaire resistència. Fou a l'inici d'aquesta penetració que Pompeu fundà, a l'avui anomenat pla de Girona, l'oppidum de Gerunda, l'actual Girona, sobre la Via Heraclea per defensar-la, atès que era l'única calçada que comunicava el nord-est peninsular amb la Gàl·lia i Roma. La ciutat de Laurona (actual Llíria), prop de València, amenaçada per Sertori, es va declarar al seu favor, però de sobte es va presentar Sertori i el va fer recular. Laurona va caure en mans de Sertori i fou incendiada. Metel, per la seva part, havia derrotat a Hirtuleu.
Pompeu va passar l'hivern a la Citerior, al nord de l'Ebre, probablement prop dels Pirineus (segons Appià). El campament d'hivern de Sertori era també proper a l'Ebre a Aelia Castra o a Lusitània segons Appià. Al començament del 75 aC Perpenna havia estat enviat cap a les boques de l'Ebre per vigilar Pompeu i Hirtuleu fou enviat a la Bètica. Sertori va avançar seguint el curs de l'Ebre aigües amunt, passant per Bursao, Cascantum (l'actual Cascante, al sud de Tudela) i Graccurris (probablement Alfaro, a La Rioja) fins a Calagurris (Calahorra) i l'endemà d'aquest trajecte, a través del territori dels Vascons, va arribar a les terres dels Berons i es va trobar amb altres forces fidels dirigides per Marc Insteu a Contrebia.
Hirtuleu, que tenia ordres de no presentar batalla, va desobeir i fou derrotat per Metel a Itàlica. Després d'aquesta victòria romana, Metel va avançar per l'Ebre contra Sertori; Hirtuleu va reorganitzar les tropes i va avançar cap al nord però en una segona batalla prop de Segòvia fou altre cop derrotat i mort. Altres tropes sertorianes dirigides per Herenni i per Perpenna s'havien reunit a la zona de la costa; llavors Pompeu va creuar l'Ebre i va avançar cap al sud, derrotant Perpenna i Herenni a València, prop del Túria o Guadavial. Herenni va morir junt amb deu mil homes.
Pompeu va buscar el combat amb Sertori, que avançava des de l'oest, perquè no volia compartir la glòria amb Metel; Sertori, tanmateix, volia lluitar abans de la unió dels dos exèrcits romans. La batalla es va lliurar a la vora del Sucro (Xúquer) i no va tenir un guanyador clar; l'ala dreta de Pompeu (dirigida per aquest) fou posada en fuga, però l'ala esquerra sota Luci Afrani, va vèncer l'ala dreta de Sertori. L'arribada de Metel l'endemà va obligar Sertori a retirar-se. Segons Plutarc, va dir: "Si aquesta vella dona -Metel- no hagués vingut, li haguera donat a aquest noiet –Pompeu- una bona lliçó").
L'exèrcit romà unit va patir llavors la manca de provisions. Els romans es van haver de separar i Sertori va atacar Pompeu prop de Sagunt, a la comarca de Morvedre, i el va derrotar (els romans van perdre sis mil homes, el doble que Sertori), però aquesta derrota fou compensada per la victòria de Metel sobre el contingent de Perpenna que va perdre també uns milers d'homes.
De les campanyes del 74 aC, 73 aC i 72 aC hi ha molt poca informació, però sembla que el bàndol de Sertori va perdre força. Metel, que va passar l'hivern a la Citerior, va oferir una gran recompensa pel cap de Sertori: cent talents de plata i vint mil acres de terra, així com llibertar per retornar a Roma. Pompeu, per manca de subministraments, es va retirar a territori dels Vascons, on aquell hivern va fundar la ciutat de Pamplona, potser sobre un poblat ja existent, segurament anomenat Olcairun (del celta Olca i el basc irun). Allà va aquarterar els seus homes i va crear magatzems per al blat que li arribava d'Aquitània. Finalment va rebre dues legions i menjar, que li foren enviats a proposta de Luci Licini Lucul·le, que tenia por que una tornada de Pompeu a Itàlia li prengués el comandament de la guerra contra Mitridates VI Eupator.
Llavors Pompeu va assetjar Palentia (Palència) a Lleó, però es va retirar quan es va acostar Sertori i es va unir a Metel. Els dos generals van avançar cap a Calagurris (aliada de Sertori mentre que els vascons ho eren de Pompeu; Calagurris no va obrir les portes a Pompeu), però allí es va lliurar una batalla en la qual els romans foren derrotats.

## Divisió entre les files de Sertori i traïció
El 73 aC i el 72 aC, els romans van ocupar diverses ciutats, però no es va lliurar cap batalla decisiva. Segons Appià, Sertori es va tornar desconfiat i va començar a abusar del vi i de les dones; d'altra banda els alts càrrecs romans del bàndol de Sertori abusaven de la seva autoritat amb els nadius i van provocar algunes revoltes. Alguns dels joves hispans que estudiaven a Osca foren executats i altres venuts com esclaus. Però no foren els hispans els que van conspirar contra Sertori, sinó els romans encapçalats per Perpenna.
Es creu que aquest va decidir finalment assassinar Sertori el 72 aC o potser un any abans. Els seus homes li van enviar a Sertori una carta on li anunciaven una gran victòria i el cap rebel va decidir celebrar el fet amb un banquet al qual fou convidat Perpenna i altres conspiradors; a un senyal convingut, Mani Antoni va ferir Sertori amb l'espasa i la resta de conspiradors el van rematar.

## Fi de la guerra
A la mort de Sertori, molts dels aliats ibèrics van deixar la lluita. Perpenna va succeir Sertori però fou derrotat a la primera batalla contra Pompeu. Els seus principals oficials van morir i el mateix fou fet presoner. Per tal de salvar la vida, Parpenna va oferir a Pompeu l'entrega dels papers de Sertori, entre els quals hi havia diverses cartes de molts notables romans, oferint a Sertori el poder si anava a Itàlia i derogava la constitució de Sul·la. Malauradament per ell, Pompeu va refusar els documents, que va cremar i va fer executar Perpenna.
Després d'això la guerra es va acabar aviat. Les ciutats que restaven aixecades foren sotmeses i l'hivern d'aquell any quasi tota Hispània estava dominada per Pompeu. Només tres ciutats van resistir: Uxama (Osma), Clunia i Calagurris, però totes tres van ser ocupades aviat pels legionaris romans. La majoria dels sertorians van fugir a Mauritània o es van unir als pirates. Algunes ciutats que s'havien destacat en el suport a Roma van rebre la ciutadania i entre els individus que van rebre aquesta distinció hi havia Luci Corneli Balb Major. Metel ja havia tornat a Itàlia i la glòria de la victòria final fou per a Pompeu.